# 新建築
『新建築』（しんけんちく）は、株式会社新建築社が発行する日本の建築専門月刊誌である。

## 沿革
1925年（大正14年）8月、吉岡保五郎により大阪で創刊された。
1950年代半ばに当時編集長であった川添登のもとで「伝統論争」を仕掛けるなど、建築ジャーナリズムの確立に大きな役割を果たした。一方、1957年8月号で村野藤吾設計の「有楽町そごう」に批評的な記事が掲載されたことをきっかけに、吉岡保五郎が編集部全員に解雇を通告したいわゆる「新建築問題」が発生した。

## 新建築住宅特集
『新建築』誌で年2回組まれていた「住宅特集」が、1985年5月に季刊誌として独立したもの。1986年5月に月刊化。個人住宅を中心に扱う。原則として、掲載作品は『新建築』とは重複しない。

## 『新建築』に関連する建築設計競技及び賞
新建築社は、『新建築』の名を冠する建築設計競技（コンペ）である「新建築住宅設計競技」を、吉岡文庫育英会と共催している。
また、吉岡文庫育英会が主催する住宅建築の新人賞である吉岡賞は、『新建築住宅特集』及び『新建築』に掲載された住宅作品を対象とするもので、2008年度（平成20年度）から2012年度（平成24年度）までは新建築賞という名称であった。

## 関連する人物
- 川添登 - 建築評論家。『新建築』元編集長（1953年-1957年）[6][7]。
- 宮内嘉久 - 建築評論家。『新建築』元編集者[13]。
- 馬場璋造 - 建築評論家。『新建築』元編集長[14]。
- 中谷正人 - 建築ジャーナリスト。『新建築』元編集長[15]。